# Livia judiciaria
Livia judiciaria va ser una antiga llei romana establerta en data incerta que intentava un equilibri en la disputa sobre els judicis que tenien l'orde eqüestre i el senat romà. Ordenava l'elecció de 300 equites i 300 senadors i d'aquest cos de 600 homes s'extraurien el jutges per meitat de cada orde.